# 付绪银
付绪银（1965年5月—），男，天津蓟县人，中国政治人物。现任交通运输部副部长，兼中国海上搜救中心主任、交通运输部海事局局长。

## 生平
1987年参加工作，长期在交通部财务司任职。2003年获得武汉理工大学管理科学与工程专业硕士学位。
2005年12月，任交通运输部长江航务管理局长江航道局副局长兼总会计师。2009年6月，任交通部救助打捞局副局长。2012年至2015年，任交通运输部财务司副司长。2015年，任交通运输部长江航务管理局长江航道局局长。2021年4月，任交通运输部长江航务管理局局长。2022年11月，任交通运输部党组成员。2022年12月，任交通运输部副部长。2023年5月，兼任交通运输部海事局局长。

## 社会兼职
- 中国交通会计学会会长（2010年－2016年）